# Campeonato Mundial de Ciclismo en Ruta de 2014
El LXXXI Campeonato Mundial de Ciclismo en Ruta se realizó en  Ponferrada (España) entre el 21 y el 28 de septiembre de 2014, bajo la organización de la Unión Ciclista Internacional (UCI) y la Real Federación Española de Ciclismo.
El campeonato constó de carreras en las especialidades de contrarreloj y de ruta, en las divisiones élite masculino, élite femenino y masculino sub-23; las pruebas de contrarreloj se disputaron individualmente y por equipos. En total se otorgaron ocho títulos de campeón mundial. 
En el marco de este campeonato también se disputó el Campeonato Mundial Junior para ciclistas menores de 19 años.

## Programa
El programa de competiciones fue el siguiente:
| Día              | Evento                             | Trayecto                                           | Distancia (km) | Ganador                                 |
| ---------------- | ---------------------------------- | -------------------------------------------------- | -------------- | --------------------------------------- |
| 21 de septiembre | Contrarreloj por equipos femenina  | Ponferrada-Cacabelos-Ponferrada                    | 36,15          | Specialized-Lululemon ( Estados Unidos) |
| 21 de septiembre | Contrarreloj por equipos masculina | Ponferrada-Villafranca del Bierzo-Ponferrada       | 57,10          | BMC Racing ( Estados Unidos)            |
| 22 de septiembre | Contrarreloj sub-23 masculina      | Ponferrada-Cacabelos-Ponferrada                    | 36,15          | Campbell Flakemore ( Australia)         |
| 23 de septiembre | Contrarreloj femenina              | Ponferrada-Carracedo del Monasterio-Ponferrada     | 29,50          | Lisa Brennauer · ( Alemania)            |
| 24 de septiembre | Contrarreloj masculina             | Ponferrada-Cacabelos-Embalse de Bárcena-Ponferrada | 47,10          | Bradley Wiggins ( Reino Unido)          |
| 26 de septiembre | Ruta sub-23 masculina              | Ponferrada-Ponferrada (circuito 10 vueltas)        | 182            | Sven Erik Bystrøm · ( Noruega)          |
| 27 de septiembre | Ruta femenina                      | Ponferrada-Ponferrada (circuito 7 vueltas)         | 127,40         | Pauline Ferrand-Prévot ( Francia)       |
| 28 de septiembre | Ruta masculina                     | Ponferrada-Ponferrada (circuito 14 vueltas)        | 254,8          | Michał Kwiatkowski · ( Polonia)         |

1. 1 2  Prueba disputada por equipos ciclistas; en la ceremonia de entrega de medallas, así como en el cuadro de medallas, se cuenta el país de origen del equipo como el ganador de la medalla, aunque el equipo esté compuesto por ciclistas de distintas nacionalidades.

## Resultados

### Masculino
- Contrarreloj individual

| Puesto | Ciclista        | País         | Tiempo   |
| ------ | --------------- | ------------ | -------- |
| Oro    | Bradley Wiggins | Reino Unido  | 56:25,52 |
| Plata  | Tony Martin     | Alemania     | 56:51,75 |
| Bronce | Tom Dumoulin    | Países Bajos | 57:06,16 |

- Contrarreloj por equipos

| Puesto | Ciclistas | País                                 | Tiempo     |
| ------ | --- | ------------------------------------ | ---------- |
| Oro    | Rohan Dennis ( Australia) · Silvan Dillier ( Suiza) · Daniel Oss ( Italia) · Manuel Quinziato ( Italia) · Tejay van Garderen ( Estados Unidos) · Peter Velits ( Eslovaquia) | BMC Racing ( Estados Unidos)         | 1:03:29,85 |
| Plata  | Luke Durbridge ( Australia) · Michael Hepburn ( Australia) · Damien Howson ( Australia) · Brett Lancaster ( Australia) · Jens Mouris ( Países Bajos) · Svein Tuft ( Canadá) | Orica GreenEDGE ( Australia)         | 1:04:01,69 |
| Bronce | Tom Boonen ( Bélgica) · Michał Kwiatkowski ( Polonia) · Tony Martin ( Alemania) · Pieter Serry ( Bélgica) · Niki Terpstra ( Países Bajos) · Julien Vermote ( Bélgica)       | Omega Pharma-Quick Step · ( Bélgica) | 1:04:05,07 |

- Ruta

| Puesto | Ciclista           | País      | Tiempo  |
| ------ | ------------------ | --------- | ------- |
| Oro    | Michał Kwiatkowski | Polonia   | 6:29:07 |
| Plata  | Simon Gerrans      | Australia | 6:29:08 |
| Bronce | Alejandro Valverde | España    | 6:29:08 |

### Femenino
- Contrarreloj individual

| Puesto | Ciclista       | País           | Tiempo   |
| ------ | -------------- | -------------- | -------- |
| Oro    | Lisa Brennauer | Alemania       | 38:48,16 |
| Plata  | Hanna Solovei  | Ucrania        | 39:06,84 |
| Bronce | Evelyn Stevens | Estados Unidos | 39:09,41 |

- Contrarreloj por equipos

| Puesto | Ciclistas | País                                    | Tiempo   |
| ------ | --- | --------------------------------------- | -------- |
| Oro    | Trixi Worrack ( Alemania) · Lisa Brennauer ( Alemania) · Chantal Blaak ( Países Bajos) · Evelyn Stevens ( Estados Unidos) · Carmen Small ( Estados Unidos) · Karol-Ann Canuel ( Canadá) | Specialized-Lululemon ( Estados Unidos) | 43:33,35 |
| Plata  | Jessie Maclean ( Australia) · Melissa Hoskins ( Australia) · Emma Johansson ( Suecia) · Valentina Scandolara ( Italia) · Amanda Spratt ( Australia) · Annette Edmondson ( Australia)    | Orica-AIS ( Australia)                  | 44:50,91 |
| Bronce | Alison Tetrick ( Estados Unidos) · Silvia Valsecchi ( Italia) · Susanna Zorzi ( Italia) · Doris Schweizer ( Suiza) · Simona Frapporti ( Italia) · Alena Amialiusik ( Bielorrusia)       | Astana BePink · ( Italia)               | 45:52,99 |

- Ruta

| Puesto | Ciclista               | País     | Tiempo  |
| ------ | ---------------------- | -------- | ------- |
| Oro    | Pauline Ferrand-Prévot | Francia  | 3:29:21 |
| Plata  | Lisa Brennauer         | Alemania | 3:29:21 |
| Bronce | Emma Johansson         | Suecia   | 3:29:21 |

### Sub-23
- Contrarreloj individual

| Puesto | Ciclista           | País      | Tiempo   |
| ------ | ------------------ | --------- | -------- |
| Oro    | Campbell Flakemore | Australia | 43:49,94 |
| Plata  | Ryan Mullen        | Irlanda   | 43:50,42 |
| Bronce | Stefan Küng        | Suiza     | 43:59,16 |

- Ruta

| Puesto | Ciclista             | País      | Tiempo  |
| ------ | -------------------- | --------- | ------- |
| Oro    | Sven Erik Bystrøm    | Noruega   | 4:32:39 |
| Plata  | Caleb Ewan           | Australia | 4:33:46 |
| Bronce | Kristoffer Skjerping | Noruega   | 4:33:46 |

## Medallero
| Núm. | País           | Oro | Plata | Bronce | Total |
| ---- | -------------- | --- | ----- | ------ | ----- |
| 1    | Estados Unidos | 2   | 0     | 1      | 3     |
| 2    | Australia      | 1   | 4     | 0      | 5     |
| 3    | Alemania       | 1   | 2     | 0      | 3     |
| 4    | Noruega        | 1   | 0     | 1      | 2     |
| 5    | Francia        | 1   | 0     | 0      | 1     |
| 5    | Reino Unido    | 1   | 0     | 0      | 1     |
| 5    | Polonia        | 1   | 0     | 0      | 1     |
| 8    | Irlanda        | 0   | 1     | 0      | 1     |
| 8    | Ucrania        | 0   | 1     | 0      | 1     |
| 10   | Bélgica        | 0   | 0     | 1      | 1     |
| 10   | España         | 0   | 0     | 1      | 1     |
| 10   | Italia         | 0   | 0     | 1      | 1     |
| 10   | Países Bajos   | 0   | 0     | 1      | 1     |
| 10   | Suecia         | 0   | 0     | 1      | 1     |
| 10   | Suiza          | 0   | 0     | 1      | 1     |
|      | TOTAL          | 8   | 8     | 8      | 24    |